# Ophiophragmus tabogensis
Ophiophragmus tabogensis is een slangster uit de familie Amphiuridae.
De wetenschappelijke naam van de soort werd in 1932 gepubliceerd door E. Nielsen.